# (4277) Holubov
(4277) Holubov est un astéroïde de la ceinture principale.

## Description
(4277) Holubov est un astéroïde de la ceinture principale. Il fut découvert le 15 janvier 1982 à l'Observatoire Kleť par Antonín Mrkos. Il présente une orbite caractérisée par un demi-grand axe de 2,72 UA, une excentricité de 0,14 et une inclinaison de 10,6° par rapport à l'écliptique.

## Compléments